# Weißer Wüstenkäfer
Der Weiße Wüstenkäfer (Onymacris plana) ist eine Art aus der Familie der Schwarzkäfer.

## Merkmale
Der Käfer ist mit etwa 22 Millimeter Körperlänge relativ groß. Er ist schwarz gefärbt mit glattem, glänzenden Halsschild und grob gerunzelten (rugosen) Flügeldecken (Elytren). Die Körperoberfläche kann in unterschiedlichem Ausmaß durch einen Wachsüberzug weiß gefärbt sein, dabei kommen alle Übergänge vor. Es konnte gezeigt werden, dass das Ausmaß der weißen Färbung mit dem Fundort korreliert: Während Tiere aus den nebelbeeinflussten, relativ kühlen küstennahen Bereichen fast immer schwarz sind, sind Tiere aus dem Landesinneren überwiegend weiß gefärbt. Obwohl direkte Untersuchungen ausstehen, ist von Insekten generell bekannt, dass die Wachs- (Lipid-) Hülle der Kutikula der wesentliche Schutz gegen Wasserverdunstung ist.
Der Käfer ist kurzoval mit stark verlängerten Beinen. Die Körpergestalt weist einen markanten Sexualdimorphismus auf. Die Männchen besitzen seitlich stark verbreiterte, oben abgeflachte Flügeldecken (Elytren), diese waren auch für den Artnamen bestimmend. Es konnte gezeigt werden, dass die Verbreiterung umso ausgeprägter ist, je größer der jeweilige Käfer ist. Diese Männchen waren in der Konkurrenz gegenüber Weibchen erfolgreicher. Die Männchen gehen bei der Suche nach Paarungspartnern erhebliche Risiken ein und werden häufiger von Räubern erbeutet als die Weibchen.

## Ökologie und Lebensweise
Die Käfer bewohnen ausschließlich reine Sandwüsten in der Namib. Dank ihrer langen Beine können die Tiere sehr schnell laufen und sich in den Sand eingraben, damit ihnen die Hitze nicht zu sehr zusetzt. Die Käfer sind an Dünengebiete gebunden. Dabei leben sie aber nicht auf dem vegetationsfreien Sand, sondern bevorzugen die inselartigen, kleinen Vegetationsflecken, die eingestreut hier vorkommen. Im Wesentlichen sind dies zwei Arten: das Gras Stipagrostis sabulicola und der zu den Kürbisgewächsen gehörige Naras (Acanthosicyos horrida). Die Käfer benötigen die Pflanzen sowohl als Nahrungsbasis wie auch als Sonnenschutz in der Mittagszeit, die sie eingegraben in ihrem Schatten verbringen. Sie ernähren sich im Wesentlichen von abgestorbener Pflanzenbiomasse (Streu), besitzen aber eine besondere Vorliebe für Naras-Blüten. Die Larven leben unter der Oberfläche und ernähren sich ebenfalls von Pflanzenteilen.
Obwohl die Käfer, wie alle verwandten Arten, flugunfähig sind, können sie laufend weite Strecken überwinden. Durch Wiederfang markierter Tiere sind Entfernungen von 20 Kilometern in kurzer Zeit nachgewiesen. Trotz fehlendem Flugvermögen sind sie also zu weiter Ausbreitung (Migration) imstande. Sie halten sich dabei aber im Wesentlichen an Sandgebiete und meiden andere Oberflächen.

## Taxonomie
Vor Kurzem konnte nachgewiesen werden, dass die Gattung Onymacris gegenüber verwandten Gattungen paraphyletisch ist. Onymacris plana gehört zu einer Klade von Arten mit teilweise weißer Körperoberfläche (die bei verwandten Arten z. T. erheblich ausgeprägter ist), die mit der Gattung Physadesmia näher verwandt ist als mit den rein schwarzen Onymacris-Arten.